# Axel Kjäll
Axel Kjäll, född 1 juni 1981, är en svensk fotbollstränare. Han har tidigare spelat i Örebro SK och Trelleborgs FF. Kjäll har även varit tränare i Örebro SK.

## Biografi
Axel Kjäll började spela fotboll i Örebro SK redan som fyraåring och som spelare gjorde han över 50 A-lagsmatcher för klubben. Kjäll flyttade vidare till Trelleborgs FF där han stannade i 2,5 år men skador gjorde att Kjäll bara fick spela en cupmatch. Han gick vidare till BK Forward men på grund av en knäskada tvingades han avsluta den aktiva karriären några år för tidigt. Från och med november 2010 inledde Kjäll sin karriär som huvudtränare för dåvarande division 1-laget BK Forward.
Säsongen 2012 slutade med att BK Forward sånär lyckades nå Superettan, man föll i kvalet mot Falkenbergs FF. Den 20 november 2012 lämnade Kjäll laget för ett nytt uppdrag i Örebro SK där han ingick i ett tränarteam tillsammans med Per-Ola Ljung och Alexander Axén.
Den 13 juni 2014 tog Axén över som huvudtränare för Örebro SK och Axel Kjäll fick rollen som assisterande tränare.
Under slutet av sommaren 2017 blev Axel Kjäll huvudansvarig för A-laget och 2019 fick han titeln Manager. Den 25 maj 2021 gick Axel Kjäll och Örebro SK med att han kliver av som huvudtränare. Den 6 maj 2022 återgick dock Kjäll till att bli huvudtränare i ÖSK, och avsade sig vid samma tillfälle uppgiften som fotbollschef. Den 26 augusti 2022 lämnade han sitt uppdrag och ersattes som huvudtränare av klubbens assisterande tränare Christian Järldler.
I december 2022 anställdes han som ny ungdomsförbundskapten av SvFF med ansvar för P08-landslaget som startas upp under sommaren 2023.

## Klubbar som tränare
- 2010-2012: BK Forward, huvudtränare (Division 1).
- 2012-2014: Örebro SK, tränare.
- 2014-2017: Örebro SK, assisterande tränare.
- 2017-2019: Örebro SK, huvudtränare (Allsvenskan).
- 2019-2021 Örebro SK, manager (Allsvenskan).
- 2022 Örebro SK, huvudtränare (Superettan).
- 2023– Sveriges U17-landslag, förbundskapten

## Klubbar som spelare
- -2005: Örebro SK
- 2006-2008: Trelleborgs FF
- 2009-2010: BK Forward